# Vallecrosia
Vallecrosia är en ort och kommun i provinsen Imperia i regionen Ligurien i Italien. Kommunen hade 6 988 invånare (2018).